# Pelargir
Pelargir es una localización ficticia que forma parte del legendarium creado por el escritor británico J. R. R. Tolkien. Es una gran ciudad portuaria de Gondor, en la región de Lebennin, ubicada en la confluencia del río Sirith con el Anduin, muy cerca de la desembocadura de este último. La ciudad se alza a 161 kilómetros de la ciudad de Osgiliath y a igual distancia de las Bocas del Anduin. Era un puerto de uso militar y comercial, que podía mantener hasta medio centenar de barcos anclados en sus muelles. El camino de Gondor cruza Pelargir, enlazando la ciudad de Minas Tirith con Linhir. Del otro lado del río, la calzada se une al Camino de Harad. A finales de la Segunda Edad, se calcula que alcanzaba los cuarenta mil habitantes. Pero en su máximo esplendor llegó a alcanzar los sesenta mil habitantes, siendo el mayor puerto de Gondor.

## Historia
Pelargir fue fundada en el año 2350 S. E. por los númenóreanos conocidos como Fieles. Esta ciudad fue la cuna del idioma adunaico, desde donde empezó a distribuirse por el reino de los hombres del oeste. El rey Eärnil I construye en la ciudad la primera gran flota de Gondor.
En 1432 T. E. estalla la Lucha entre Parientes, que involucra directamente a Eldacar con Castamir el Usurpador, en una guerra civil por la sucesión del trono de Gondor. Los civiles apoyaban a Castamir, capitán de la flota. En 1437 T. E., Castamir se proclama rey, y planea traspasar la capital de Gondor a Pelargir, pero en 1447 T. E. culmina la guerra civil con el triunfo de Eldacar. En 1448, los hijos y el ejército de Castamir huyen a Umbar tras ser sitiados en el puerto. La ciudad es atacada, en 1634 T. E., con una flota de Corsarios de Umbar al mando de Angamaitë y Sangahyando, biznietos de Castamir, momento en el cual el rey Minardil muere defendiéndola. Siglos más tarde, el Senescal Ecthelion II lanza a su vez la flota de Pelargir contra Umbar, capitaneados por Thorongil, quien no es otro que Aragorn de incógnito.
En marzo del 3019 T. E. la ciudad es capturada por los Corsarios de Umbar, durante la Guerra del Anillo. Pero Aragorn, Gimli y Legolas lideran la Compañía Gris, llevando consigo al Ejército de los Muertos, quienes ganan la batalla de Pelargir con facilidad gracias al enorme ejército de muertos, el 13 de marzo. Dos días más tarde, la Compañía Gris desembarca en los muelles del Harlond con los barcos corsarios y se abren paso hacia la Batalla de los Campos del Pelennor.